# Yves Meyer
Yves F. Meyer (Paris, 19 de julho de 1939) é um matemático francês.
É especialista e pioneiro na teoria dos wavelets, sendo um de seus criadores.

## Biografia
Meyer foi professor na Universidade Paris-Dauphine, na École Polytechnique (1980–1986) e atualmente é professor emérito da École Normale Supérieure de Cachan.

## Obras
- Nombres de Pisot, Nombres de Salem et analyse harmonique (Cours Peccot am College de France 1969), Springer, Lecturenotes in Mathematics Vol. 117, 1970
- Algebraic Numbers and harmonic analysis, North Holland 1972
- com Ronald Coifman: Ondelettes et operateurs, Paris, Hermann 1990, 1991
- Wavelets and Operators, Cambridge University Press, Cambridge Studies in Advanced Mathematics, 1992, 1995
- com Stephane Jaffard, Robert Ryan: Wavelets – tools for science and technology, SIAM 2001
- Wavelets – algorithms and applications, SIAM 1993

## Condecorações
Meyer é membro da Académie des Sciences desde 1993. Recebeu o Prêmio Salem em 1970 e em 2010 o Prêmio Carl Friedrich Gauss. Recebeu o Prêmio Abel de 2017.